# Confine tra Guinea e Guinea-Bissau
Il confine tra la Guinea e la Guinea-Bissau ha una lunghezza di 421 km e va dall'Oceano Atlantico a sud-ovest fino al triplice confine con il Senegal a nord-est.

## Descrizione
Il confine inizia a sud-ovest sulla costa atlantica vicino alla foce del fiume Cajet / Inxanche, appena a nord dell'isola Tristao della Guinea, e poi procede via terra in direzione nord-est. Appena a sud della città di Madina do Boe (Guinea-Bissau) il confine raggiunge un fiume; il confine segue poi questo e molti altri fiumi, come il Felino e il Senta. In prossimità della città guineana di Bouto Dougaka il confine prosegue via terra in direzione nord fino al fiume Ouale; il tracciato segue poi il fiume Ouale e Corubal a forma di C, prima di procedere via terra verso nord fino al triplice confine con il Senegal.

## Storia
Il Portogallo iniziò ad esplorare le aree costiere della moderna Guinea-Bissau a metà del 1400. Bissau fu fondata nel 1765 e divenne il centro del commercio portoghese di schiavi, oro e avorio in un'area vagamente definita lungo la costa denominata Guinea portoghese. Anche la Francia si interessò all'area, stabilendosi nella regione del moderno Senegal nel XVII secolo e successivamente annettendo la costa di quella che oggi è la Guinea alla fine del XIX secolo, creando la colonia Rivières du Sud. L'area fu ribattezzata Guinea francese nel 1893 e successivamente venne inclusa nell'Africa Occidentale Francese.
Gli anni ottanta del XIX secolo videro un'intensa competizione tra le potenze europee per i territori in Africa attraverso un processo noto come Spartizione dell'Africa che culminò nella Conferenza di Berlino del 1884, in cui le nazioni europee interessate concordarono sulle rispettive rivendicazioni territoriali e sulle regole degli impegni futuri. Di conseguenza, il 12 maggio 1886 Francia e Portogallo firmarono un trattato che delimitava un confine tra le loro colonie dell'Africa occidentale (cioè l'attuale confine Guinea-Bissau-Senegal e il confine Guinea-Guinea Bissau). Una commissione congiunta franco-portoghese delimitò il confine sul terreno durante il periodo 1900-05, contrassegnandolo con 184 pilastri numerati (i pilastri 1-58 coprivano il confine franco-guineano-portoghese della Guinea). Questo confine finale fu poi approvato da uno scambio di note nel 1905-06.
La Guinea francese ottenne l'indipendenza dalla Francia nel 1958 (come Guinea), seguita dalla Guinea portoghese (come Guinea-Bissau) nel 1974 dopo una lunga guerra contro le forze portoghesi, e il confine divenne quindi internazionale tra due stati sovrani.

## Insediamenti vicino al confine

### Guinea
- Djarga
- Tanene
- Sansalé
- Gobije
- Dabalare
- Kambera
- Bouto Dougaka
- Foulamory
- Kitiara
- Kandika

### Guinea-Bissau

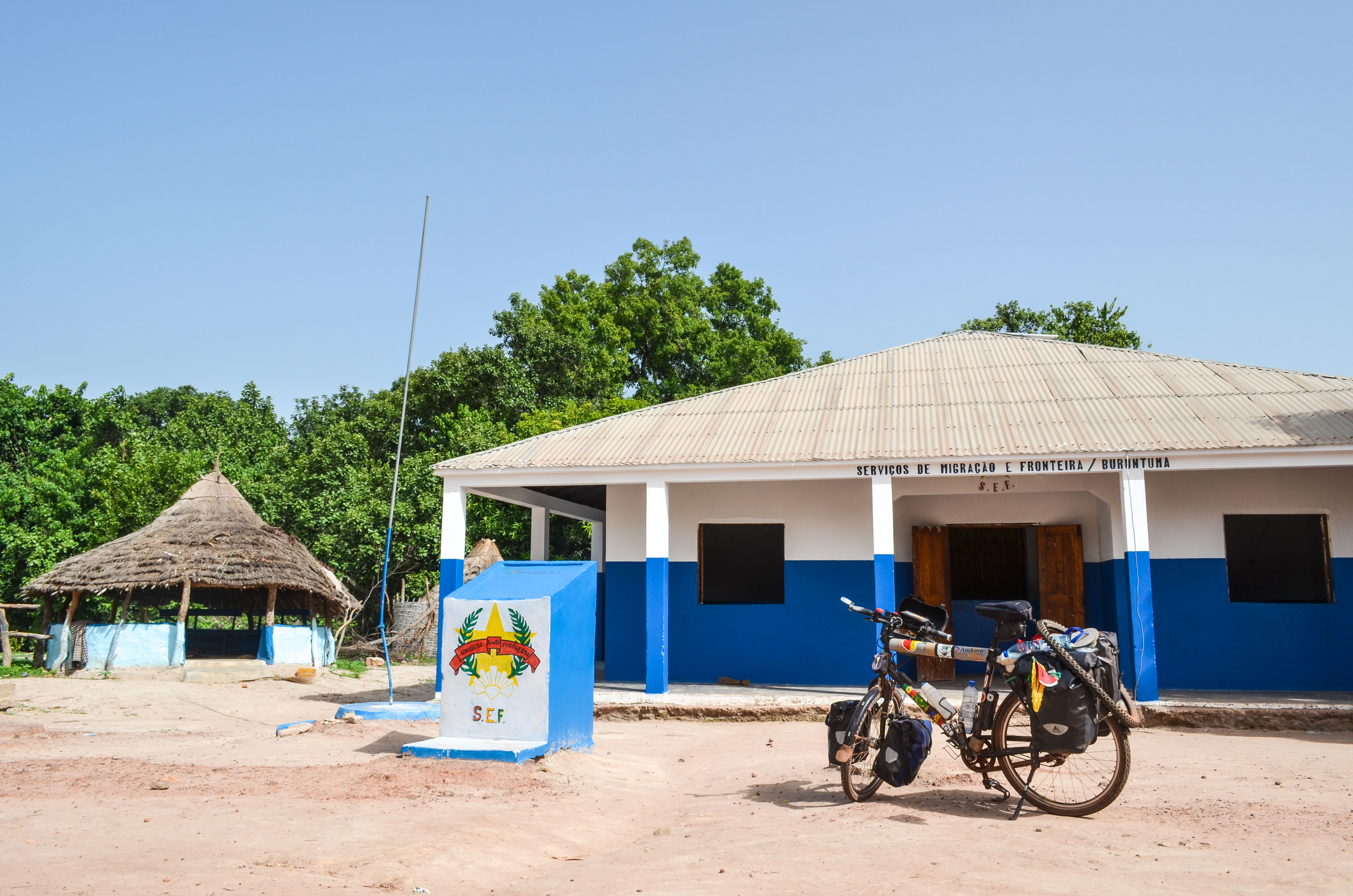
Posto di frontiera a Buruntuma

- Cameconde
- Ganture
- Sangonha
- Contabane
- Madina Dongo
- Colebe
- Vendu Leidi
- Quissem
- Buruntuma